# Talentagent
En talentagent eller bookingagent, er en person der finder jobs til skuespillere, forfattere, filminstruktører, musikere, modeller, filmproducere, professionelle sportsfolk, digtere, manuskriptforfattere, journalister og andre folk i forskellige underholdnings- eller broadcastbrancher. Desuden står en agent for at forsvare, støtte og fremme interesse for hans / hendes klienter.
| Job | Spire Denne artikel om et job eller en stillingsbetegnelse er en spire som bør udbygges. Du er velkommen til at hjælpe Wikipedia ved at udvide den. |